# 발다사레 페루치
발다사레 토마소 페루치(이탈리아어: Baldassare Tommaso Peruzzi, 1481년 3월 7일~1536년 1월 6일)는 이탈리아의 건축가이자 화가로, 시에나 근처의 작은 마을인 안카이아노(소비칠레의 프라치오네)에서 태어나 로마에서 생을 마감했다. 그는 신(新) 성 베드로 성당 건축 당시 브라만테, 라파엘로, 이후에는 산갈로와 함께 수년간 일했다.
1527년 로마 약탈 이후 고향 시에나로 돌아가 공화국의 건축가로 임명되었다. 그는 시에나의 새로운 방어시설을 설계했고, 준카리코 근처 브루나 강에 주목할 만한 댐을 설계했으나 실제로 건설되지는 않았다. 그는 1535년 무렵 다시 로마로 영구 귀환한 것으로 보이며, 다음 해 그곳에서 사망하였다. 그의 시신은 판테온의 로톤다에 라파엘로 무덤과 가까운 곳에 안장되었다.
그는 시에나 대성당 내 세례자 요한 경당(Cappella San Giovanni)에 프레스코화를 그리기도 했다.
그의 아들인 조반니 살루스티오(Giovanni Sallustio) 또한 건축가가 되었고, 또 다른 아들 오노리오(Onorio)는 아버지에게서 그림을 배운 후 로마의 산타 마리아 소프라 미네르바 수도원의 도미니코회 수도사가 되었다. 그는 이후 그림을 그리지 않았으나, 루카의 산 로마노 교회에서 파이프 오르간의 문을 그려달라는 상부의 요청을 받아 다시 붓을 들었다.

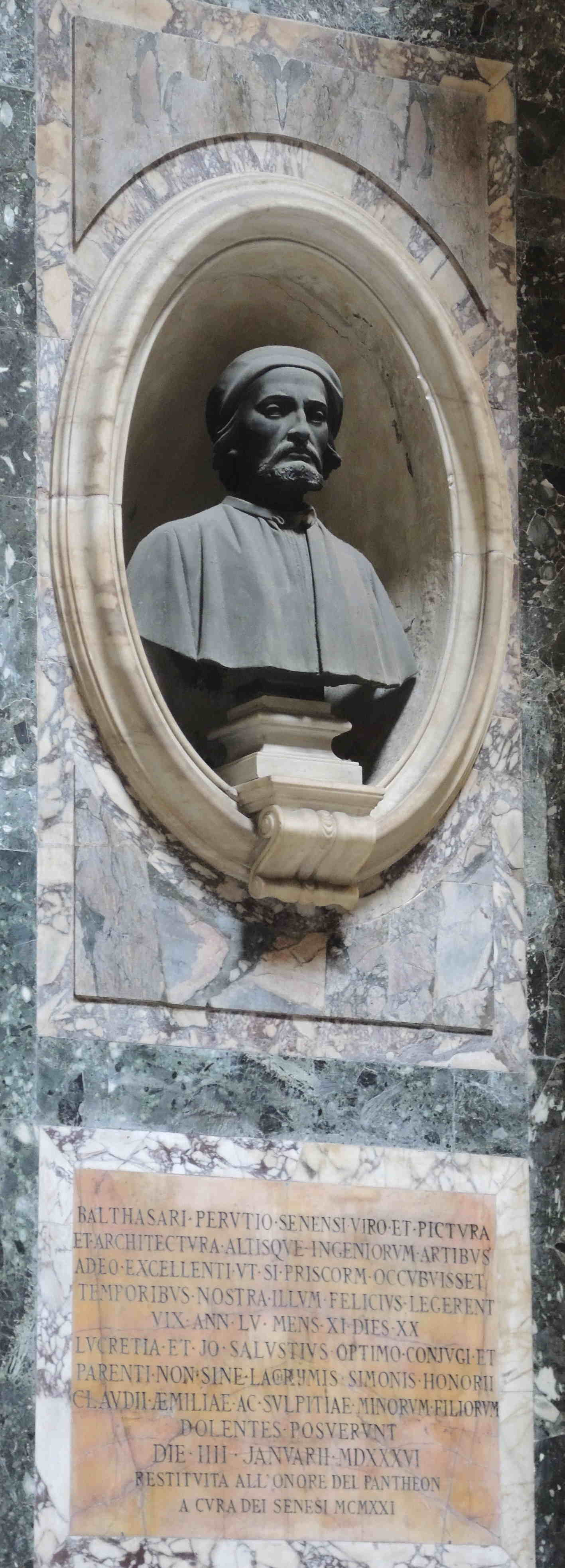
로마의 판테온 로툰다에 있는 페루치의 흉상과 비문

## 빌라 파르네시나의 디자인과 장식
대부분의 미술 비평가들은 오늘날 빌라 파르네시나(Villa Farnesina)로 더 잘 알려진 로마의 빌라 치기(Villa Chigi)의 설계를 발다사레 페루치가 맡은 것으로 보고 있다. 이 빌라에서는 중앙 홀을 중심으로 두 개의 날개가 갈라지는 구조를 볼 수 있으며, 외관에는 간결하게 배열된 필라스터와 장식적 프리즈가 특징이다. 빌라 내부를 장식한 프레스코화들 중 일부는 페루치의 작품이다. 대표적인 예가 원근의 방(Sala delle Prospettive)으로, 이 방에서 페루치는 멜로초 다 포를리와 만테냐의 원근법 기법을 되살렸고, 이들의 영향을 받았을 것으로 보인다. 방의 벽면은 마치 기둥들로 둘러싸인 야외 테라스에 서서, 끊임없이 펼쳐지는 풍경을 바라보는 듯한 착시 효과를 주도록 그려져 있다. 외벽 장식 또한 페루치의 작품이지만, 현재는 거의 모두 소실되었으며, 다만 뉴욕 메트로폴리탄 미술관에 소장된 한 무명 프랑스 화가의 드로잉을 통해 그 모습이 전해지고 있다. 테베레 강변에 위치한 이 빌라 장식을 위해 다수의 예술가들이 참여했으며, 이 빌라의 건축 양식은 기존의 성곽 같은 시골 저택 양식과는 전혀 다른, 시대의 쾌락적인 분위기를 반영하는 고전적이고 비기독교적인 예술로 꾸며졌다. 라파엘로는 아모르와 프시케 이야기를 갈라테이아 이야기의 연장선상에서 구상했고, 페루치는 유리 천장에 별자리와 행성, 천체들이 있는 밤하늘을 그려 넣어 우주의 모습을 재현했다. 내부 공간 전반에는 강렬한 환영적 원근법(illusionistic perspective)이 사용되어 인상적인 시각 효과를 준다.

## 기타 작품
페루치는 로마의 산타 크로체 인 제루살레메(Santa Croce in Gerusalemme) 성당을 위해 모자이크 천장화를 제작했으며, 이 모자이크는 구세주(Saviour)를 묘사하고 있다. 그의 작품으로 여겨지는 그림들은 산토노프리오(Sant'Onofrio)와 산 피에트로 인 몬토리오 성당에서도 찾아볼 수 있다. 시간이 지남에 따라 페루치의 실력이 더욱 향상되었음을 보여주는 작품으로는, 로마의 산타 마리아 델라 파체 성당에 있는 《성모와 성인들》, 그리고 시에나의 산타 마리아 인 포르티코 아 폰테쥬스타(Santa Maria in Portico a Fontegiusta) 성당에 있는 《아우구스투스와 티부르티나의 시빌》(Fresco of Augustus and the Tiburtine Sibyl) 프레스코화가 있다. 페루치는 장식 미술에도 깊은 관심을 가졌으며, 자신의 장식화뿐만 아니라 다양한 장인의 작업을 위한 디자인을 제공함으로써 이 분야에 큰 영향을 미쳤다. 그는 본래 건축가로 가장 잘 알려져 있지만, 드로잉에도 아주 큰 관심을 갖고 있었다. 그가 성 베드로 대성당을 위해 그린 펜과 잉크 드로잉들은 현재 피렌체 우피치 미술관의 판화 및 드로잉 컬렉션에 소장되어 있다. 그는 특히 고대 건축물에 대한 정밀한 연구 드로잉으로 잘 알려져 있는데, 이는 앨런 메모리얼 미술관(Allen Memorial Art Museum)에 소장된 《성 카타리나의 신비로운 결혼》(The Mystic Marriage of Saint Catherine, 1502~1503)에서도 확인할 수 있다.

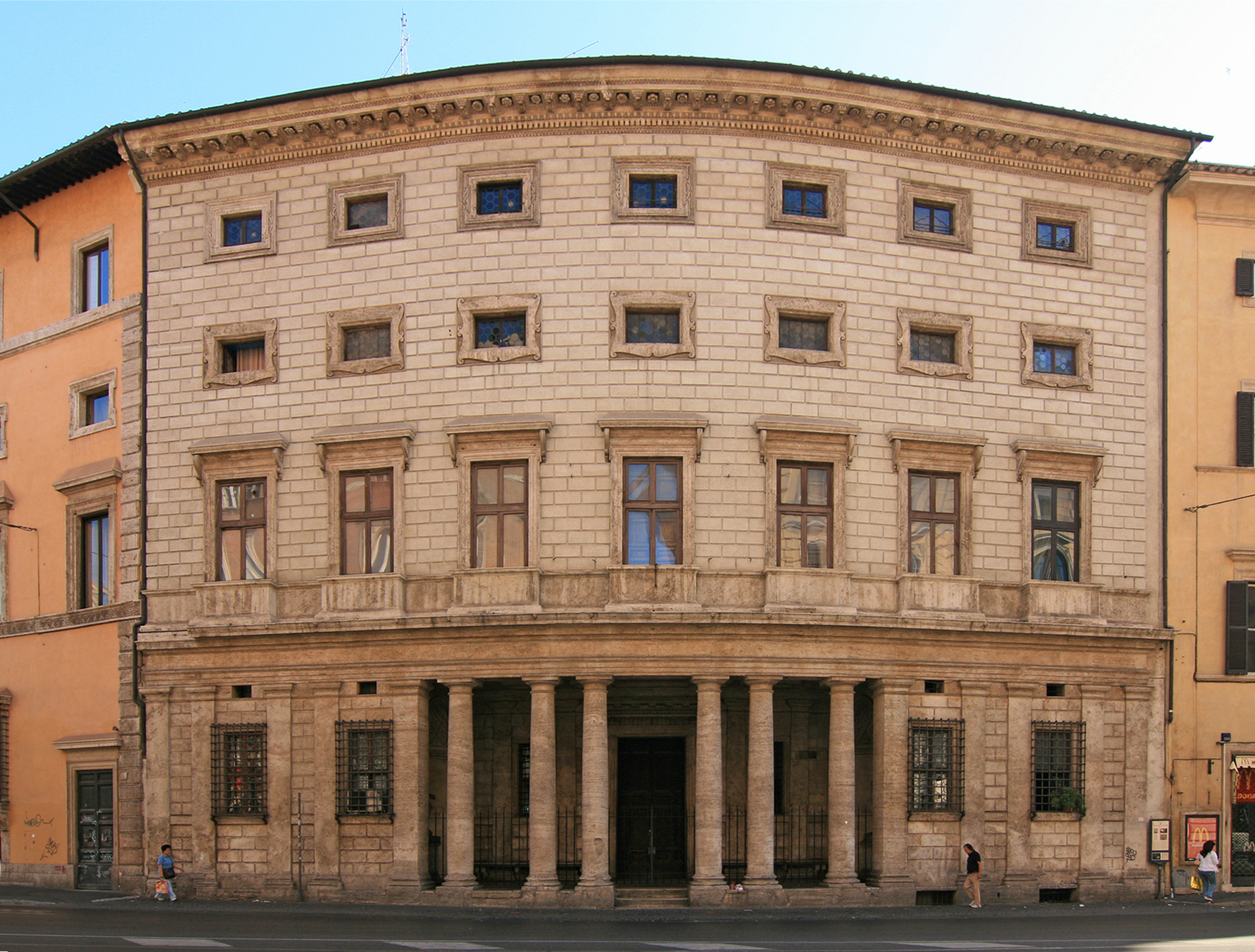
팔라초 마시모 알레 콜론네의 외관

그의 마지막 건축물 걸작은 로마의 팔라초 마시모 알레 콜론네(Palazzo Massimo alle Colonne, 1535)로, 현재는 19세기에 조성된 코르소 비토리오 에마누엘레(Corso Vittorio Emanuele) 거리변에 위치해 있다. 이 건축물은 곡선형 외관, 기발한 평면 설계, 그리고 풍부한 건축적 디테일을 지닌 내부로 잘 알려져 있다. 외관은 세부적으로 매너리즘 양식을 보여준다.
그는 제자였던 세바스티아노 세를리오(Sebastiano Serlio)에게 자신의 그림들을 남겼으며, 세를리오는 이를 바탕으로 1530년대 초 베네치아에서 출간된 《건축서》(Books of Architecture)의 여러 권에서 이 그림들을 활용하였다.